# معركة تشاكان
معركة تشاكان وقعت في تشاكان بين سلطنة مغول الهند وإمبراطورية ماراثا في عام 1660. الماراثيون واجهوا هزيمة شديدة على أيدي المغول.
بعد شهرين ونصف تقريبًا من الحصار، لجأ المغول أخيرًا إلى تفجير البروج أو برج الحصن. مع هدم الأبراج وافقت قوة المراثا على الاستسلام. انسحب ما تبقى من الحامية من الحصن.